# 2024年憲法訴訟法修正案
2024年12月20日，中華民國的立法院三讀通過修正《憲法訴訟法》，針對司法院大法官組成憲法法庭的運作做出若干調整，包含參與評議的人數門檻、宣告法規違反憲法的可決數要求，以及總統在大法官人數不足時的補提名時限。
該次修正案於在野的中國國民黨與台灣民眾黨贊成、掌握行政權的民主進步黨反對下通過。其內容與修法程序引起爭議，臺灣部分人民團體集會抗議，也有律師、法律學者公開連署表示反對。行政院在法案通過後，經時任總統賴清德核可，提出覆議；立法院表決後維持原決議，覆議案並未通過。賴清德於2025年1月23日公布法案。
民主進步黨立法院黨團在立法院三讀通過修正案後，向憲法法庭聲請「法規範憲法審查」（釋憲）及「暫時處分」，憲法法庭編為114年度憲立字第1號案，於2025年5月12日行說明會、5月14日評議決定受理。同時，也有人民針對《憲法訴訟法》提出法規範憲法審查與暫時處分提出聲請，但由審查庭裁定不受理。

## 背景
2024年大選後，民主進步黨籍的賴清德當選總統，由該黨繼續執政，但在第11屆立法院中居於少數；國會在野的另外兩黨中國國民黨、台灣民眾黨，合計席次過半。立法院於2024年5月通過「國會改革法案」（反對者稱作「國會擴權法案」）後，行政院、民主進步黨立法院黨團等向憲法法庭尋求救濟，即國會職權修法釋憲案。當時的憲法法庭「許宗力法庭」全由民主進步黨籍總統提名的司法院大法官組成，司法態度積極。例如，9月底作成嚴格限縮死刑適用空間的死刑釋憲案（113年憲判字第8號判決），即引起反對者批評大法官的組成、專業與反多數決問題。

## 初期草案

### 法案內容
中國國民黨立法委員翁曉玲、林思銘等人於2024年中、國會職權修法釋憲案審理期間，即提案修正《憲法訴訟法》第4條，增列第3項規定「本法所稱大法官現有總額，係指憲法增修條文第5條所定大法官人數」，將大法官現有總額明定為15人法定總額。他們提出的說明指出：這是為了確保憲法法庭審理案件時，能夠涵蓋多元的意見，避免單一或少數觀點主導判決。因為，當時的出席與可決人數門檻以「現有總額」定義，又不計算依法迴避的大法官，極端時可能只有3、4位大法官，就可形成多數意見。
許宗力法庭陸續就死刑釋憲案（113年憲判字第8號判決）作成判決後，翁曉玲又提出《憲法訴訟法》其他條文的修正案，包含第30條與第43條將大法官作成判決、暫時處分的同意門檻從過半數提高至三分之二，暫時處分並應附具理由。綜合這個修正案及「現有總額」修正草案，大法官參與評議的人數將固定為至少10名，作成判決與裁定暫時處分的同意門檻，也固定為至少7名。第95條則規定該法修正條文自公布日實施，而不適用原先由司法院另定實施日期的規定。
事實層面上，當時7位大法官任期即將屆滿，總統2024年大法官提名尚未獲得立法院同意；如果最終均未獲同意，僅有的8名大法官無法滿足參與評議的下限門檻，憲法法庭將無法審理案件。

### 各方意見
司法院官方反對該次修法草案，因為，如果遇到大法官提名或同意程序遲延，導致實際人數較法定人數相差較多時，現實上可能無法評議、無法作成裁判，導致憲法法庭無法行使職權，損害人民訴訟權及妨害憲法機關透過憲法訴訟解決憲政爭議的可能。因此，司法院向立法院提出的報告中，建議不予修正。
臺灣各主要政黨中，中國國民黨主席朱立倫支持該黨國會黨團的修法，指出如此可以充分展現民意。民主進步黨立法院黨團總召柯建銘則認定，國民黨與民眾黨「想透過修正憲法訴訟法摧毀國家民主憲政制度」，並表示民進黨無法接受。民進黨推派的司法及法制委員會召集委員鍾佳濱稱，國家機關有運作額數規定的話，其具體額數應由該機關自己決定，立法委員不應修法干預。此外，民進黨團幹事長吳思瑤稱，修法雖可以討論，但在該時點推動，是針對國會職權修法釋憲案可能的違憲宣告，「顯然是政治報復」、「對大法官做出攻擊」。民眾黨籍立法委員黃珊珊投稿《當代法律》期刊，以個人名義表示反對該次修法；黨團總召黃國昌則稱，該黨尚未實質討論，但表決立場上必將「團進團出」。
法學界亦對草案有所疑慮。東吳大學法律系特聘教授張嘉尹認為草案違憲，因為憲法法庭能否持續運作，將取決於立法院多數是否同意總統提名的大法官人選。:28政治大學法律系副教授廖元豪則主張門檻高低「見仁見智」，但草案並未違憲，因為訴訟權的組織與程序屬於「立法裁量」空間；大法官人數不足導致憲法法庭無法運作則是總統與立法院間未適當妥協的政治問題；且憲法第82條已經明定司法院及各級法院的組織以法律規定，國會在此等「憲法委託」下設計的憲法法院架構應推定合憲。:44-45

## 議決過程
翁曉玲等人就第4條（現有總額定義）的提案，2024年7月5日在一讀時由民主進步黨黨團提案退回程序委員會，無異議通過。死刑釋憲案作成後，立法院院會決議將翁曉玲就《憲訴法》第4、30與43、95條的修正草案「逕付二讀」，民進黨團於10月18日提出「復議」遭否決；其後，接續由國民黨籍司法法制委員會召委吳宗憲排定於10月21日審查，民進黨團、國民黨團均宣布「甲級動員」。
10月21日早上，委員會一開始爭執程序事項，民進黨團主張應先審查大法官人事，並就修法內容召開公聽會，與國民黨團僵持、攻防，近中午時開始由提案者翁曉玲說明條文；下午在詢答完畢後，進入大體討論、逐條審查；委員會在國民黨佔表決優勢下，保留《憲訴法》草案第4條、第95條條文，交由朝野協商，初審全程約進行9.5小時。民進黨團批評主席、召集委員吳宗憲「沒收討論」。
司法及法制委員會在11月14日協商，討論約90分鐘後，主席、國民黨籍召集委員吳宗憲裁示，因各黨團無法達成共識，審查完竣後擬請立法院長韓國瑜協商。12月13日，韓國瑜於院會裁示，《憲法訴訟法》修正案等到黨團協商後，再行處理；12月16日下午，韓國瑜召集協商，民進黨團委員集體離席，並稱是為了抗議當日上午內政委員會審查《公職人員選舉罷免法》的狀況。立法院程序委員會隨即於17日表決通過國民黨團的提議，將《憲訴法》修正案列入20日院會討論事項前四案中。
由於院會安排在12月20日院會上進行《憲訴法》修正案第二讀會，民進黨籍立法委員在19日晚間破壞窗戶、翻牆進入議場，堆疊椅子，反鎖大門，試圖阻撓在野黨立委進入議場開會。隔日早晨，國民黨立委則破壞民進黨團的佔領措施，並與民進黨立委發生激烈衝突後，於11點40分護送主席、立法院院長韓國瑜進入議場，宣布開議。
當日，台灣民眾黨立法院黨團提出一份「再修正動議」，與翁曉玲提出的初期草案內容不同，但均提高評議與宣告違憲可決門檻。二讀期間，主席韓國瑜裁示以舉手方式表決，在廣泛討論程序由各黨團推派代表發言，但僅有民進黨推派委員發言。表決時，國民黨團支持民眾黨團提出的再修正動議，民進黨團則投票反對；於在野黨席次優勢下，《憲訴法》在18時10分間，照民眾黨團再修正動議版本三讀通過。

## 三讀通過版本
通過條文主要涉及參與評議的大法官人數下限、同意宣告違憲的大法官人數門檻，以及總統補提名大法官的時限。首先，第30條規定憲法法庭作成判決及暫時處分裁定，應經大法官10人以上參與評議；如果要宣告違憲，同意人數不得低於9人。同條也規定，在有大法官迴避時，如果迴避的大法官人數「超過7人以上」，未迴避的大法官應全體參與評議，且經4分之3以上同意，才能作成判決或裁定；此外，如果未迴避的大法官人數低於7人，憲法法庭不得審理案件。其次，第4條規定，若大法官人數不足15人，總統必須在2個月內補齊提名。最後，第95條規定，當日通過的修正條文，自公布日施行。

## 覆議與公布
立法院三讀通過條文後，行政院院長卓榮泰即表態反對，認為窒礙難行，將研擬覆議、聲請憲法審查或拒絕副署。2024年12月24日，《憲訴法》三讀條文送達行政院，行政院會議於2025年1月2日通過覆議，呈請總統核可；總統賴清德於同日核可後，全案移請立法院覆議。
行政院認為「窒礙難行」而提出的覆議理由為：第4條修正條文未規定立法院行使同意權的期限，無助憲法法庭穩定運作，欠缺規範實益；第30條門檻不合理，造成憲法法庭運作上的影響；第95條欠缺過渡期間，使現任大法官無法行使職權。
1月6日，立法院院長韓國瑜召集朝野黨團協商，國民黨、民眾黨團認為不需要邀請行政院院長卓榮泰列席說明，因為《憲訴法》非行政院主管；民進黨團則表示反對，因為行政院是唯一有權提起覆議的憲法機關，各黨未達成共識。1月10日，立法院表決通過維持原決議，即否決行政院提出的覆議案；行政院表示遺憾，對於院長卓榮泰未受邀列席說明感到惋惜，並將「審慎評估下一步作為」。1月13日，憲法訴訟法覆議案咨文送達行政院、總統府，總統依法應於1月23日前公布法律。
時任總統賴清德於1月23日公布是次修正案，並在公文上批示下列文字，同時告知五院院長：
本案有關憲法法庭作成判決、暫時處分裁定及違憲宣告門檻相關修正規定，容或有妨礙憲法法庭正常運作，侵越司法權力核心範圍，及破壞政府體制分立制衡之憲政爭議，宜聲請憲法法庭裁判，以明確憲法框架，維持憲政秩序。

## 違憲審查
行政院在覆議案尚未確定通過與否前，就已經開始研擬提起憲法訴訟，除了提起既有的「法規範憲法審查」類型外，也考慮提起「預防性權利救濟」性質的訴訟（類似民事訴訟上「將來給付之訴」），並考慮同時聲請具有「暫時權利救濟」性質的「暫時處分」。
截至2025年1月15日，司法院計收到民進黨立委連署具狀，針對《憲訴法》的法規範憲法審查與暫時處分聲請，以及一件人民所聲請的暫時處分；至於預防性權利救濟，則尚未收到該性質案件。總統賴清德公布法律後，民進黨籍立法委員再次針對總統所公布的修正條文聲請法規範憲法審查與暫時處分；同時，就前一週聲請的憲法審查提出補充理由書。經過憲法法庭評議，2025年4月18日公告將立法委員柯建銘等人聲請的憲法審查案件編列為「114年度憲立字第1號」案，定於2025年5月12日行說明會，並例外於受理前公開書狀。行說明會後，憲法法庭於5月14日，經大法官過半數同意，受理114年度憲立字第1號法規範憲法審查與暫時處分聲請案。
在人民聲請部分，憲法法庭在2025年2月10日，由呂太郎、蔡宗珍、朱富美三名大法官組成的第二審查庭，裁定不受理酒藝商貿有限公司「就立法院113年12月20日第11屆第2會期第14次會議三讀通過之憲法訴訟法第30條第2項至第6項、第95條規定，聲請法規範憲法審查暨暫時處分」一案。不受理的理由是，《憲訴法》的違憲審查與原聲請案件可以分離審查，而單就《憲訴法》部分的聲請而言，並不符合聲請要件。同年7月間，大法官陳忠五在日勝生活科技公司聲請案中出具協同意見書（謝銘洋、尤伯祥加入），提及他雖同意人民無法依憲法訴訟法第59條規定聲請憲法訴訟法修正條文第30條第2、3、5、6項的法規範違憲審查，但大法官可以自行審查程序上需要適用的憲訴法規定；若憲法訴訟法所規定的憲法審查程序違反憲法，憲法法庭應不受拘束

## 反對者的集會與連署
在初期草案審議期間，臺灣次要政黨如時代力量、小民參政歐巴桑聯盟即發布聯合聲明，斥責國民黨、民眾黨「胡亂修正」；民間司法改革基金會也聯合一些人民團體聲明，批評翁曉玲提出的草案「開民主倒車」。
三讀通過後，也有數十名法律學者連署發表聲明，認為是次憲訴法「修惡」將侵害人民訴訟權。

## 外部連結
- 立法院公報處。《立法院公報》第114卷第5期 （页面存档备份，存于），〈憲法訴訟法修正第四條及第九十五條條文〉（37-62頁）、〈憲法訴訟法修正第三十條條文〉（62-84頁）。